# Forradalom
A forradalom a fennálló társadalmi rendet, rendszert erőszakosan (ezen belül fegyveres vagy vértelen úton) megdöntő, a társadalmat gyökeresen és tartósan átalakító társadalmi mozgalom. Ellentéte az ellenforradalom, a társadalom korábbi, a legutóbbi forradalom előtti állapotának helyreállítására törekszik. A fogalom antonímiái, ellenpárjai még, más-más szempontokból, a szociokulturális evolúció, azaz a fokozatos társadalmi-kulturális fejlődés, változás, valamint a reform, mint jelentős változtatás, de radikális fordulat nélkül.
A forradalom, mint társadalomfilozófiai fogalom pontos definíciója erősen vitatott, általánosan elfogadott megfogalmazása nem létezik. Széles körű egyetértés van azonban abban, hogy a forradalom rendszerváltással, a politikai, társadalmi és gazdasági rend széles körű átalakításával jár együtt. Igazán sikeres, úgynevezett nagy forradalom (Lyford P. Edwards kifejezése) ritkán történik; ilyennek tekinthető az angol forradalom, illetve polgárháború, az amerikai forradalom, azaz az amerikai függetlenségi háború, a francia forradalom, az 1917-es októberi orosz forradalom és az 1949-es kínai kommunista forradalom.
A szó hangulata, nyelvi értéke csak a 20. század derekán változott egyértelműen pozitívvá, addig gyakran negatív (felfordulás, zavargás, rombolás) értelemben használták. A szónak ezt a modern, egyértelműen pozitív hangulatát a különböző politikai erők igyekeznek felhasználni úgy is, hogy saját törekvéseiket forradalminak nevezik, míg ellenfeleik akcióitól (akár visszamenőleg, történelmileg is) „megvonják” a forradalom szó használatának jogát.

## Etimológia
A kifejezés rivoluzione formában a 15. század végén jelent meg Itáliában, mint egy uralkodó hatalmának gyors és erőszakos megdöntése; az ilyen fordulat mai neve inkább államcsíny. Kopernikusz a De Revolutionibus Orbium Coelestium, Az égi pályák körforgásairól című, 16. századi művében a lengyel csillagász a későlatin nyelv revolutio (tulajdonképpen visszafordul, visszahengeredik) szavát az égitestek körforgására alkalmazza. A 17. századi Angliában először az 1688-as dicsőséges forradalom elnevezésére alkalmazták, ami tulajdonképpen a mai értelemben vett angol polgári forradalom eredményeinek eltörlését, a királyság visszaállítását jelentette (azaz modern értelemben inkább ellenforradalomnak tekinthető). Nemzetközileg használt szóvá az 1789-es nagy francia forradalom idején vált.
A magyar forradalom szót a latin revolutio társadalmi értelmének lefordítására a 19. század elején, a nyelvújítás során alkották (valószínűleg maga Kazinczy Ferenc), képzővel látva el a forr igét.

## Fogalomtörténet
A modern korig a politikai változást és a hozzá kapcsolódó erőszakot egy körforgás szakaszaiként, és nem kezdetként, valami új létrehozásaként értelmezték, ezért a modern korig nem beszélhetünk mai értelemben vett forradalomról. Ilyen ciklikus szemléletet tükröz a görög poliszt veszélyeztető sztaszisz, Platónnál a kormányformák változása (metabolé), és az emberi dolgok körforgásszerű szélsőségekbe torkollása (politeion anakükloszisz) Polübiosznál.
A középkori és azutáni elméletek ismerték a jogos felkelés és lázadás kifejezéseket, de ezek nem tartalmaztak felszabadulásra vagy új szabadság megteremtésére irányuló mozzanatot, mely szintén a modern forradalmak sajátossága. Aquinói Szent Tamás politikai teológiájában lázadást (seditio) említ, Machiavelli pedig Cicero mutatio rerumából indul ki, amikor a uralkodók erőszakos elűzéséről és a kormányformák felváltásáról beszél.
Maga a „forradalom” szó eredetileg csillagászati kifejezés, mely a latin revolutio szóból származtatott „körbefordulás” jelentéssel bírt. A szó politikai használata Angliából ered, ahol az 1660-as csonka parlament megdöntésekor, majd pedig az 1688-as Dicsőséges Forradalomkor a monarchia helyreállításának törvényszerűen bekövetkező voltára utaltak vele metaforikusan.
A 17-18. század forradalmai kezdetben mind restaurációnak indultak, és a francia forradalmat is csak ennek lehetetlensége vitte el másfelé. Az első ismert alkalom, amikor forradalom alatt már nem törvényszerű ciklikusságot, csak megállíthatatlan folyamatot értettek, a Bastille ostromának hírét XVI. Lajoshoz vivő Liancourt herceghez köthető:
–Ez lázadás! – mondta a király. 
– Nem, királyom, ez forradalom! – válaszolta a herceg.

## Kortárs értelmezések

### Hannah Arendt értelmezése

#### A forradalom definíciója
Hannah Arendt nevezetes meghatározása szerint:
Forradalomról csak ott beszélhetünk, ahol a változás új kezdetként értelmezhető, ahol erőszakot egy egészen új állam létrehozásáért alkalmaznak, s ahol az elnyomás alóli felszabadulás legalább célnak tekinti a szabadság elérését.
Arendt Condorcet-et véve alapul azt állítja, hogy a modern forradalmakban egybeesik az újrakezdés élménye a szabadság eszméjével, és a politikai cselekvés egyben élvezetet is okoz. A forradalommal járó erőszak problémás és mindig igazolásra szorul, mert elnémítja a beszélő embert, így az arisztotelészi értelemben vett politikai embert is.

#### Kétféle szabadság
Arendt megkülönböztet két szabadságképet, a klasszikus liberális felszabadulást, és a republikánus értelemben vett szabadságot, előbbit pedig utóbbi előfeltételeként értelmezi. Míg a felszabadulás fogalmilag negatív, formális, és elidegeníthetetlen jogokat tételez, a görög polisz ihlette szabadság fogalmilag pozitív és tartalmi, nyílt politikai cselekvésen alapul. A modern forradalom szerinte egyszerre irányult mindkét szabadságra, míg utóbbi csak a köztársaság formájában, előbbi már monarchikus keret közt is megvalósulhat.

#### A fogalom forrása
A modern forradalmak kiindulási pontja a szekularizáció, a vallás elválasztása a politikától, így nem eredhet a korai kereszténység szellemiségéből, annak ellenére sem, hogy a keresztény filozófiához hasonlóan lineáris időfelfogást használ. Arendt szerint, míg Európát a francia forradalom lobbantotta lángra, Franciaországra nem az amerikai forradalom volt nagy hatással, hanem a gyarmati amerikai viszonyok: a tömegnyomor ismeretlensége, és az újszerű meggyőződés, hogy a szegénység nem szükségszerű emberi állapot. De amely folyamatok az Újvilágban maguktól alakultak ki, az Óvilágban csak erőszakkal voltak elérhetőek.

#### A forradalom két fajtája
Arendt az amerikai es francia forradalom alapján a forradalmak két fő típusát különbözteti meg. Az amerikai forradalom kormányzatának újítása, a hatalmi ágak Montesquieu-i elméletének alkalmazása nem volt nagy hatással a francia forradalmárokra, és a különböző kormányformák iránti érdeklődés sem volt jellemző rájuk. Az amerikai forradalmat irányító politikusok egy a saját sorsát irányító, állampolgárságából adódóan szabad emberképből indultak ki, a francia filozófusok emberképe azonban az emberi természet absztrakcióján alapult. Franciaországban nem sikerült úrrá lenni az eseményeken, amelyeket így a passzív szemlélődő nézőpontjából örökítettek meg. A francia forradalom megállíthatatlanságának gondolatát a 19. században a történelem szükségszerűségének eszméjeként konceptualizáltak, így jött létre a történelemfilozófia, majd pedig permanens forradalom gondolata, azaz, hogy nincsenek különböző forradalmak, hanem csak egy, a történelem menetében újra meg újra felbukkanó kitüntetett forradalom.

### Molnár Tamás értelmezése

#### A forradalom oka
Molnár Tamás konzervatív filozófus Condorcet megfigyelését megerősítve amellett érvel, hogy a későbbi forradalmak példaképét, a francia forradalmat a republique des lettres (tollforgatók köztársasága) informális hatalma indította el, így az ancient regime elleni összeesküvésként is értelmezhető.
- Nem a polgárság kezdte el, hanem a felvilágosodással tartó, elitből és értelmiségiekből álló kiváltságos osztály.[24]
- Nem tisztán politikai természetű volt, mert a felvilágosodás több vezetője (Voltaire, Diderot) a monarchákat szolgálták ki, és őket akarták felvilágosítani.[25]
- Nem vallási természetű volt, mert a felvilágosodás vezetői között rengeteg befolyásos egyházi személy volt (Sieyès).[26]

A felvilágosodás szerzői a korabeli médiumokat (Enciklopédia) felhasználva politikai, társadalmi és vallási érvek alkalomszerű használatával ásták alá a régi rendszer tekintélyét, melyhez a saját magától viszolygó intézményes hatalom is asszisztált. Ekkor, az intézményes hatalom nyomásának meggyengüléskor törhetett ki a forradalom.

#### A forradalom vonzereje
A francia forradalom tartalmát vizsgálva Molnár a Rousseau-i elképzelésekben találja meg a forradalom vonzerejét: a bűnösnek születő keresztény emberképnél megengedőbb az az elképzelés, ha a társadalom rontja meg a természete szerint alapvetően jó embert. Innen származik a forradalmárok azon elképzelése, hogy csak a társadalom és intézményeinek teljes lerombolásával lehet jobban élni. A kritikusok szerint a természetes ember képe azonban absztrakción alapul, mely nem esik egybe a tapasztalatokkal, így alkalmazása veszélyes.

## Társadalmi és politikai forradalmak különbsége

A Bastille ostroma 1789. július 14-én, a francia forradalom alatt.

A politikai forradalom az uralkodó csoportok a népesség túlnyomó része vagy kisebb forradalmi csoportosulás(ok) által kikényszerített átrendeződése, amely folyamatot gyakran erőszak jellemez. A hatalmi erőviszonyok megváltozása után intézményesített erőszak folytatódhat, mint az orosz szocialista forradalom vagy a francia forradalom esetében („tisztogatás”, „terror”). A politikai forradalom új politikai rendszer-t eredményezhet.
A társadalmi forradalom a társadalmi struktúrában történő alapvető eszmei változás, mint például a reformáció vagy a reneszánsz megjelenése.
A két kategória közötti összefüggés, hogy a politikai forradalmakat is legtöbbször társadalmi vagy filozófiai okok mozgatják. Az újkorban a leggyakoribbak ezek közül a szabadságjogi (polgári) forradalmak és a szocialista forradalmak.
A forradalmakat nem szabad összekeverni az államcsíny fogalmával, amely nem többre, csak az aktuális vezető elmozdítására irányul a hatalom éléről egy szűkebb csoport által. A forradalomnál kisebb horderejű főként szabadságjogi-emberjogi természetű társadalmi és politikai megmozdulás a felkelés, a lakosság csekélyebb szintű képviseletével pedig lázadás.
A társadalmi és politikai forradalmak gyakran intézményesülnek, amikor a forradalom eszméi, jelszavai és személyiségei a forradalom után hosszabb idővel is kiemelkedő szerepet töltenek be a politikai kultúra terén az országban. Az intézményesülés a forradalom által megalakult kormány legitimációját erősíti. Az intézményesülés kulturális vonatkozásai forradalmi megemlékezéseket, nemzeti ünnepeket, műalkotásokat, forradalmi dalokat és más szellemi örökséget teremtettek az utókornak.

## A forradalom marxista elmélete
A társadalmi forradalom a marxizmus szerint minőségi változás, gyökeres fordulat a társadalom életében, ami lehetővé teszi az előrehaladást, a progresszív fejlődést. A marxista dialektika értelmében a forradalom ugrás, ami megvalósítja a mennyiségi változások átcsapását a minőségi előrelépésbe. A kizsákmányolás, a gazdasági ellentmondások talaján érlelődik, kibontakozása az osztályharc legmagasabb formája. A forradalom ellentéte az ellenforradalom, ami regresszív, a társadalmi fejlődés fő irányával ellentétes mozgást jelent és az elavult társadalmi állapotok restaurációjára, konzerválására irányul. A forradalom különbözik még a társadalmi értelemben vett evolúciótól, a fokozatos fejlődéstől, változástól is, valamint a reformtól, ami jelentős, de nem alapvető társadalmi átalakítást jelent. A marxista történelemszemlélet egyes szerzői a lázadást, felkelést és a forradalmat aszerint határolják el egymástól, hogy azok az adott társadalmi-gazdasági formáció, termelési mód melyik szakaszában jelentkeznek. A lázadás, például Spartacus mozgalma az adott társadalmi formáció felfelé ívelő szakaszában jelentkezik, amikor az uralkodó osztály helyzete még erős, ezért a lázadás győzelmének nincs esélye. Felkelésnek, mint a középkori parasztfelkelések, eszerint a felfogás szerint azokat a mozgalmakat nevezik, amelyek az adott társadalmi formáció, mint a feudalizmus, fejlődésének tetőpontján alakulnak ki. Győzelemre szintén nincs esélyük, de hozzájárulnak a hanyatlás megindulásához. A forradalom akkor robban ki, amikor a társadalmi formáció hanyatlásának végső szakaszában van, az uralkodó osztály már nem képes hatalmát fenntartani, az elnyomott osztály pedig már nem hajlandó a régi módon élni. Így törnek ki a győztes forradalmak, amelyek megdöntik az addigi társadalmi rendszert, mint a francia forradalom.

## Nevezetes forradalmak

### Polgári forradalmak
- Angol polgári forradalom (1640)
- Amerikai forradalom (1776)
- Francia forradalom (1789)
- Forradalmak Európában (1848)
- Orosz polgári forradalom (meghiúsult, 1905)
- Német forradalom (1918–1919)

### Szocialista forradalmak
- 1917-es októberi orosz forradalom (1917)
- Kínai forradalom (1949)
- Észak-Vietnam (1954)
- Kuba (1959)
- Kambodzsa (1975)
- Dél-Vietnam (1975)
- Afganisztán (1978)

### Forradalmak totalitárius kommunista diktatúrák ellen
- Német Demokratikus Köztársaság (1953)
- Magyarország (1956)
- Csehszlovákia (1968)
- Lengyelország (1981)
- Észtország (1988)
- Románia (1989)

### Iszlám forradalmak
- Irán (1979)
- Szudán (1989)
- Afganisztán (1996)

### Forradalmak Magyarországon
- 1848. március 15. – 1849. október 6.: 1848–49-es forradalom és szabadságharc
- 1918. október 28. – 31.: Őszirózsás forradalom
- 1956. október 23. – november 10.: 1956-os forradalom

### Kulturális, szellemi, filozófiai forradalmak
- Reneszánsz
- Reformáció
- Tudományos forradalom
- Szexuális forradalom

### Technológiai forradalmak
- Neolitikus forradalom
- Mezőgazdasági forradalom
- Árforradalom
- Ipari forradalom (1780–1850) jellemzője: a gépesítés, a tömegtermelés és a gyárak kialakulása
- Második ipari forradalom (1870–1914) jellemzője: kialakulnak a vezető ágazatok; a gépipar, vegyipar és a vasútépítés
- A tömegtermelés forradalma (1918–39) jellemzője: a tartós fogyasztási cikkek tömegtermelése
- Tudományos-technikai forradalom (1945-től napjainkig)
- Digitális forradalom

## Érdekességek
- Magyarország (2010): Az Országgyűlés által elfogadott Nemzeti Együttműködés Nyilatkozata forradalommá nyilvánította a 2010-es magyarországi országgyűlési választást.[31][32]

## Fordítás
Ez a szócikk részben vagy egészben  a   Revolution című német Wikipédia-szócikk ezen változatának fordításán alapul.  Az eredeti cikk szerkesztőit annak laptörténete sorolja fel. Ez a jelzés csupán a megfogalmazás eredetét és a szerzői jogokat jelzi, nem szolgál a cikkben szereplő információk forrásmegjelöléseként.